# Faux (Einheit)
Die Faux oder Faulx war ein Feld- und Flächenmass im Schweizer Kanton Neuenburg. Es war eine schweizerische Bezeichnung für den Tagwan.
- 1 Faux = 2 Pauses = 16 Perches = 256 Pieds/Fuss = 256 Quadratfeldruten = 54,0372 Aren (franz.) = 2,1164 Morgen (preußischer) = 1,501 Juchart (schweiz.)

In andern französischsprachigen Regionen hiess die Einheit Fauchée.